# American-Football-Europameisterschaft 2014
Die American-Football-Europameisterschaft 2014 wurde als dreistufiges Turnier ausgetragen. Die teilnehmenden Nationalmannschaften wurden gemäß ihrem letzten Abschneiden in drei Spielklassen eingeteilt.
Das Turnier der Spielklasse C fand im Spätsommer 2012 in der Schweiz und Österreich statt. Als Sieger des Turniers ging Serbien hervor, das sich damit für die nächsthöhere Spielklasse qualifizierte.
Im Spätsommer 2013 spielten sechs Mannschaften in der Spielklasse B den letzten Teilnehmerplatz für das Hauptturnier 2014 aus, welches Deutschland im Endspiel am 7. Juni vor 27.000 Zuschauern im Wiener Ernst-Happel-Stadion gegen Österreich mit 30 zu 27 gewann.

## Spielklasse A
Der Hauptsponsor und Namensgeber der A-Europameisterschaft war der Salzburger Lebensmittelhersteller Eat the Ball, womit das Turnier Eat the Ball Football Europameisterschaft 2014 hieß. Sie fand zwischen dem 30. Mai und 7. Juni in Österreich statt.

### Ausrichter
Die Ausrichtung des Turniers der Spielklasse A, der eigentlichen American-Football-Europameisterschaft 2014, wurde an den österreichischen Verband AFBÖ übertragen. Die Vorrundenspiele wurden in der UPC-Arena in Graz und in der NV Arena in St. Pölten ausgetragen. Das Spiel um Platz 5 wurde im Footballzentrum Ravelinstraße angesetzt, das Endspiel und das Spiel um Platz 3 fanden im Ernst-Happel-Stadion in Wien statt.
| Graz      | St. Pölten | Wien                          | Wien                 |
| UPC-Arena | NV Arena   | Footballzentrum Ravelinstraße | Ernst-Happel-Stadion |
|           |            |                               |                      |

### Teams
Folgende Mannschaften nahmen an der Endrunde (Spielklasse A) teil:
- Deutschland (Titelverteidiger)
- Frankreich
- Österreich
- Schweden
- Finnland
- Dänemark (Sieger Spielklasse B, 2013)

### Vorrunde

#### Gruppe A, St. Pölten, NV Arena
| Datum   | Kickoff | Team 1      | Ergebnis                         | Team 2      |
| ------- | ------- | ----------- | -------------------------------- | ----------- |
| 30. Mai | 19:00   | Deutschland | 47:7 (7:0, 17:0, 16:7, 7:0)      | Finnland    |
| 1. Juni | 16:00   | Finnland    | 16:13 (6:0, 0:6, 10:0, 0:7)      | Schweden    |
| 3. Juni | 19:00   | Schweden    | 40:52 (0:14, 12:14, 14:7, 14:17) | Deutschland |

|    | Team        | Sp | Punkte | TD    | Diff. |
| -- | ----------- | -- | ------ | ----- | ----- |
| 1. | Deutschland | 2  | 4:0    | 99:47 | +52   |
| 2. | Finnland    | 2  | 2:2    | 23:60 | −37   |
| 3. | Schweden    | 2  | 0:4    | 53:68 | −15   |

#### Gruppe B, Graz, UPC Arena
| Datum   | Kickoff | Team 1     | Ergebnis                      | Team 2     |
| ------- | ------- | ---------- | ----------------------------- | ---------- |
| 31. Mai | 19:00   | Österreich | 49:7 (14:0, 7:0, 21:0, 7:7)   | Dänemark   |
| 2. Juni | 19:00   | Dänemark   | 0:65 (0:13, 0:28, 0:14, 0:10) | Frankreich |
| 4. Juni | 19:00   | Frankreich | 9:28 (0:14, 3:0, 0:14, 6:0)   | Österreich |

|    | Team       | Sp | Punkte | TD    | Diff. |
| -- | ---------- | -- | ------ | ----- | ----- |
| 1. | Österreich | 2  | 4:0    | 77:16 | +61   |
| 2. | Frankreich | 2  | 2:2    | 74:28 | +46   |
| 3. | Dänemark   | 2  | 0:4    | 7:114 | −107  |

### Platzierungsspiele

#### Spiel um Platz 5, Wien, Ravelinstraße
| Datum   | Kickoff | Dritter A | Ergebnis                     | Dritter B |
| ------- | ------- | --------- | ---------------------------- | --------- |
| 6. Juni | 19:00   | Schweden  | 24:17 (6:0, 3:3, 0:14, 15:0) | Dänemark  |

#### Spiel um Platz 3, Wien, Ernst-Happel-Stadion
| Datum   | Kickoff | Zweiter A | Ergebnis                     | Zweiter B  |
| ------- | ------- | --------- | ---------------------------- | ---------- |
| 7. Juni | 14:00   | Finnland  | 21:35 (0:7, 7:7, 0:14, 14:7) | Frankreich |

#### Finale, Wien, Ernst-Happel-Stadion
| Finale – Wien (27.000 Zuschauer) | Finale – Wien (27.000 Zuschauer) | Finale – Wien (27.000 Zuschauer) | Finale – Wien (27.000 Zuschauer)                                 | Finale – Wien (27.000 Zuschauer)                                 | Finale – Wien (27.000 Zuschauer)                                 | Finale – Wien (27.000 Zuschauer)                                 | Finale – Wien (27.000 Zuschauer)                                 |
| -------------------------------- | -------------------------------- | -------------------------------- | ---------------------------------------------------------------- | ---------------------------------------------------------------- | ---------------------------------------------------------------- | ---------------------------------------------------------------- | ---------------------------------------------------------------- |
| Team                             | Team                             | Punkte                           | Q1                                                               | Q2                                                               | Q3                                                               | Q4                                                               | OT                                                               |
| Österreich                       | Österreich                       | 27                               | 0                                                                | 9                                                                | 0                                                                | 8                                                                | 10                                                               |
| Deutschland                      | Deutschland                      | 30                               | 14                                                               | 0                                                                | 0                                                                | 3                                                                | 13                                                               |
| Österreich                       | Deutschland                      | Spieler                          | Spielzug                                                         | Spielzug                                                         | Spielzug                                                         | Spielzug                                                         | Spielzug                                                         |
| 0                                | 7                                | Niklas Römer                     | 1-Yard Pass von Marco Ehrenfried (PAT Jan Hilgenfeldt)           | 1-Yard Pass von Marco Ehrenfried (PAT Jan Hilgenfeldt)           | 1-Yard Pass von Marco Ehrenfried (PAT Jan Hilgenfeldt)           | 1-Yard Pass von Marco Ehrenfried (PAT Jan Hilgenfeldt)           | 1-Yard Pass von Marco Ehrenfried (PAT Jan Hilgenfeldt)           |
| 0                                | 14                               | Maximilian Wild                  | Fumble-Recovery (PAT Jan Hilgenfeldt)                            | Fumble-Recovery (PAT Jan Hilgenfeldt)                            | Fumble-Recovery (PAT Jan Hilgenfeldt)                            | Fumble-Recovery (PAT Jan Hilgenfeldt)                            | Fumble-Recovery (PAT Jan Hilgenfeldt)                            |
| 3                                | 14                               | Christopher Kappel               | 37-Yard Field-Goal                                               | 37-Yard Field-Goal                                               | 37-Yard Field-Goal                                               | 37-Yard Field-Goal                                               | 37-Yard Field-Goal                                               |
| 9                                | 14                               | Laurinho Walch                   | 19-Yard Pass von Christoph Gross (missed PAT Christopher Kappel) | 19-Yard Pass von Christoph Gross (missed PAT Christopher Kappel) | 19-Yard Pass von Christoph Gross (missed PAT Christopher Kappel) | 19-Yard Pass von Christoph Gross (missed PAT Christopher Kappel) | 19-Yard Pass von Christoph Gross (missed PAT Christopher Kappel) |
| 17                               | 14                               | Philipp Margreiter               | 1-Yard Lauf (2-Point Conversion Christoph Gross)                 | 1-Yard Lauf (2-Point Conversion Christoph Gross)                 | 1-Yard Lauf (2-Point Conversion Christoph Gross)                 | 1-Yard Lauf (2-Point Conversion Christoph Gross)                 | 1-Yard Lauf (2-Point Conversion Christoph Gross)                 |
| 17                               | 17                               | Jan Hilgenfeldt                  | 25-Yard Field-Goal                                               | 25-Yard Field-Goal                                               | 25-Yard Field-Goal                                               | 25-Yard Field-Goal                                               | 25-Yard Field-Goal                                               |
| 17                               | 24                               | Dominic Hanselmann               | 11-Yard Pass von Marco Ehrenfried (PAT Jan Hilgenfeldt)          | 11-Yard Pass von Marco Ehrenfried (PAT Jan Hilgenfeldt)          | 11-Yard Pass von Marco Ehrenfried (PAT Jan Hilgenfeldt)          | 11-Yard Pass von Marco Ehrenfried (PAT Jan Hilgenfeldt)          | 11-Yard Pass von Marco Ehrenfried (PAT Jan Hilgenfeldt)          |
| 24                               | 24                               | Christoph Gross                  | 9-Yard Pass von Christian Stefani (PAT Christopher Kappel)       | 9-Yard Pass von Christian Stefani (PAT Christopher Kappel)       | 9-Yard Pass von Christian Stefani (PAT Christopher Kappel)       | 9-Yard Pass von Christian Stefani (PAT Christopher Kappel)       | 9-Yard Pass von Christian Stefani (PAT Christopher Kappel)       |
| 27                               | 24                               | Christopher Kappel               | 32-Yard Field-Goal                                               | 32-Yard Field-Goal                                               | 32-Yard Field-Goal                                               | 32-Yard Field-Goal                                               | 32-Yard Field-Goal                                               |
| 27                               | 30                               | Niklas Römer                     | 7-Yard Pass von Marco Ehrenfried                                 | 7-Yard Pass von Marco Ehrenfried                                 | 7-Yard Pass von Marco Ehrenfried                                 | 7-Yard Pass von Marco Ehrenfried                                 | 7-Yard Pass von Marco Ehrenfried                                 |

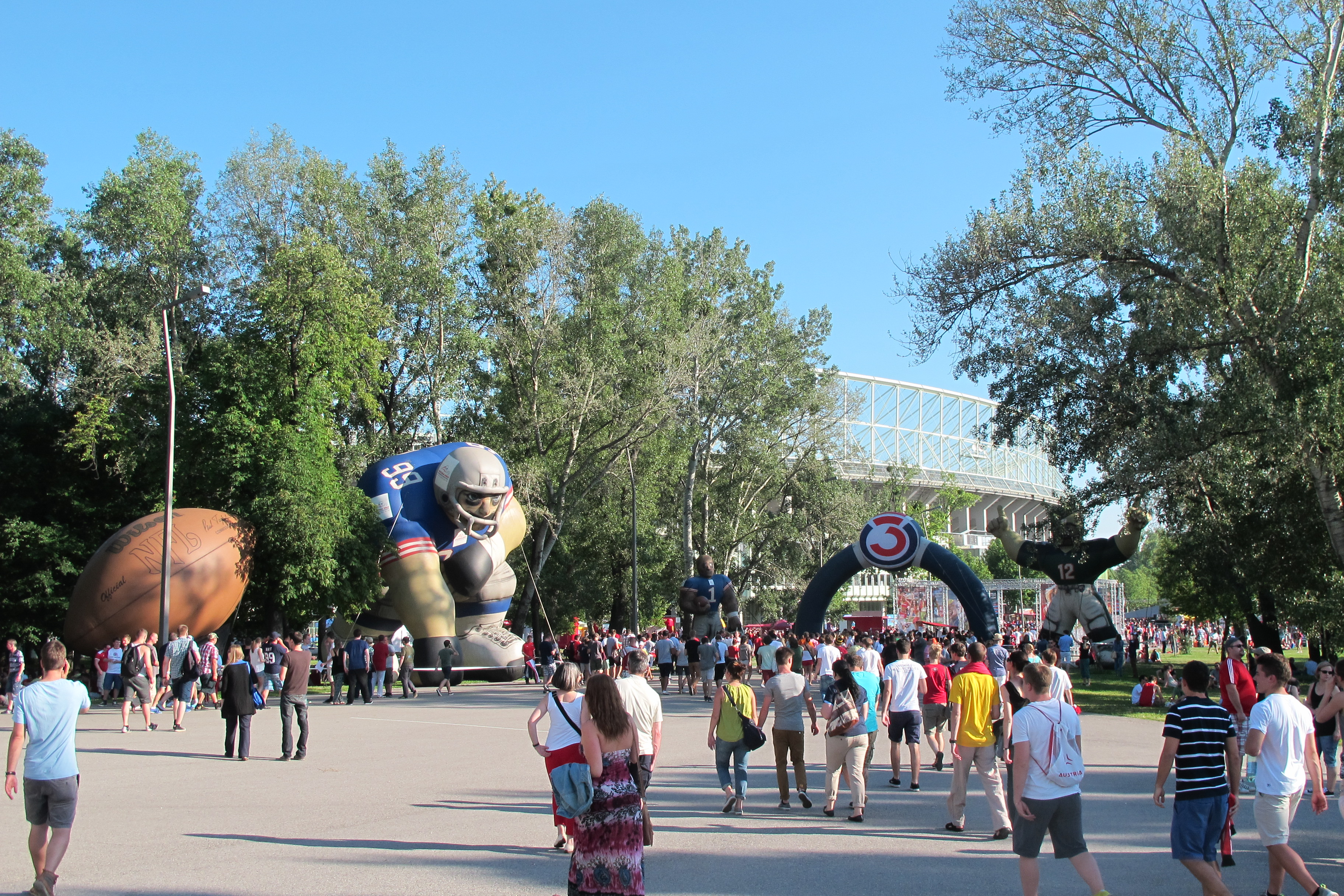
Fan-Park vor dem Ernst-Happel-Stadion
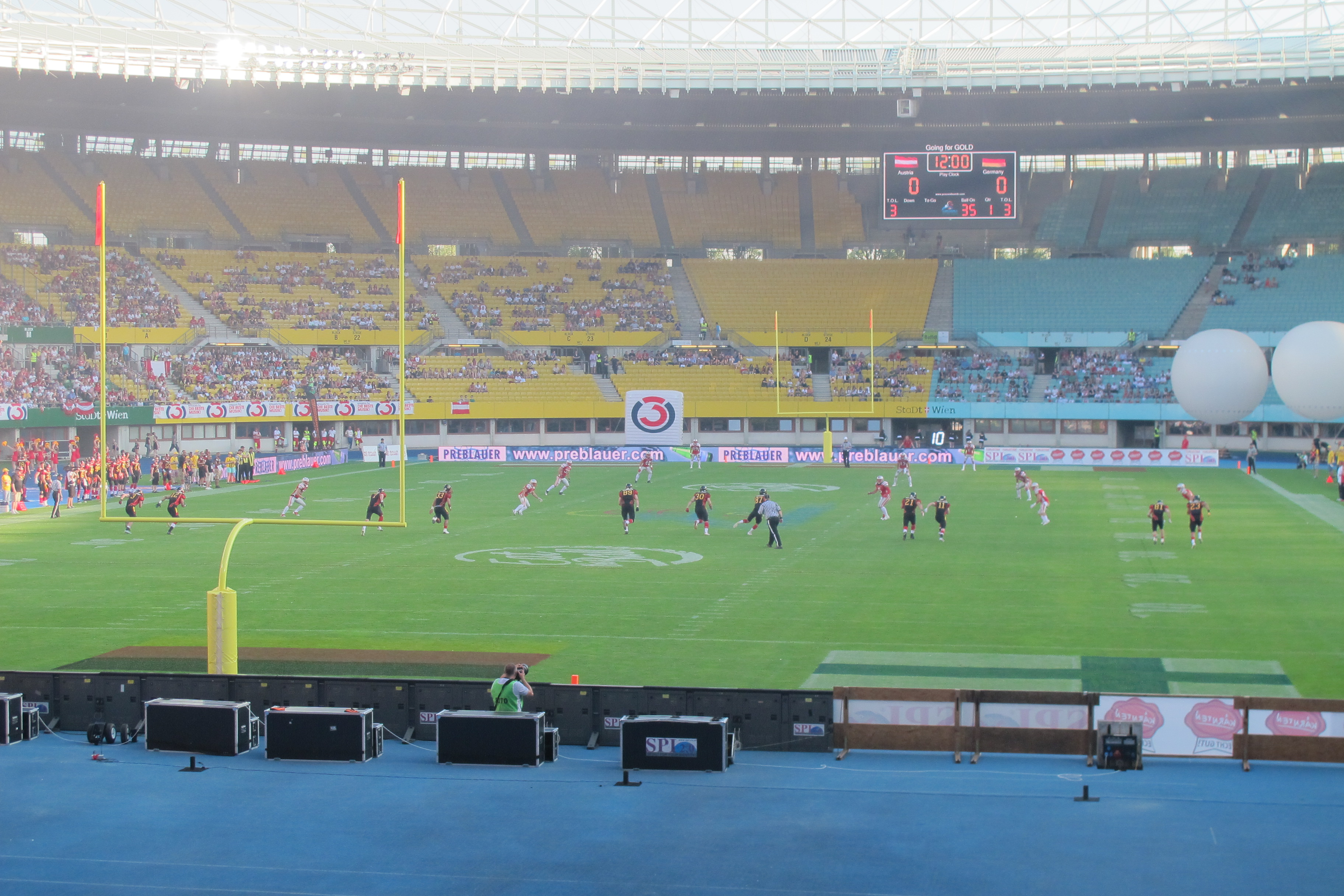
Kick-off
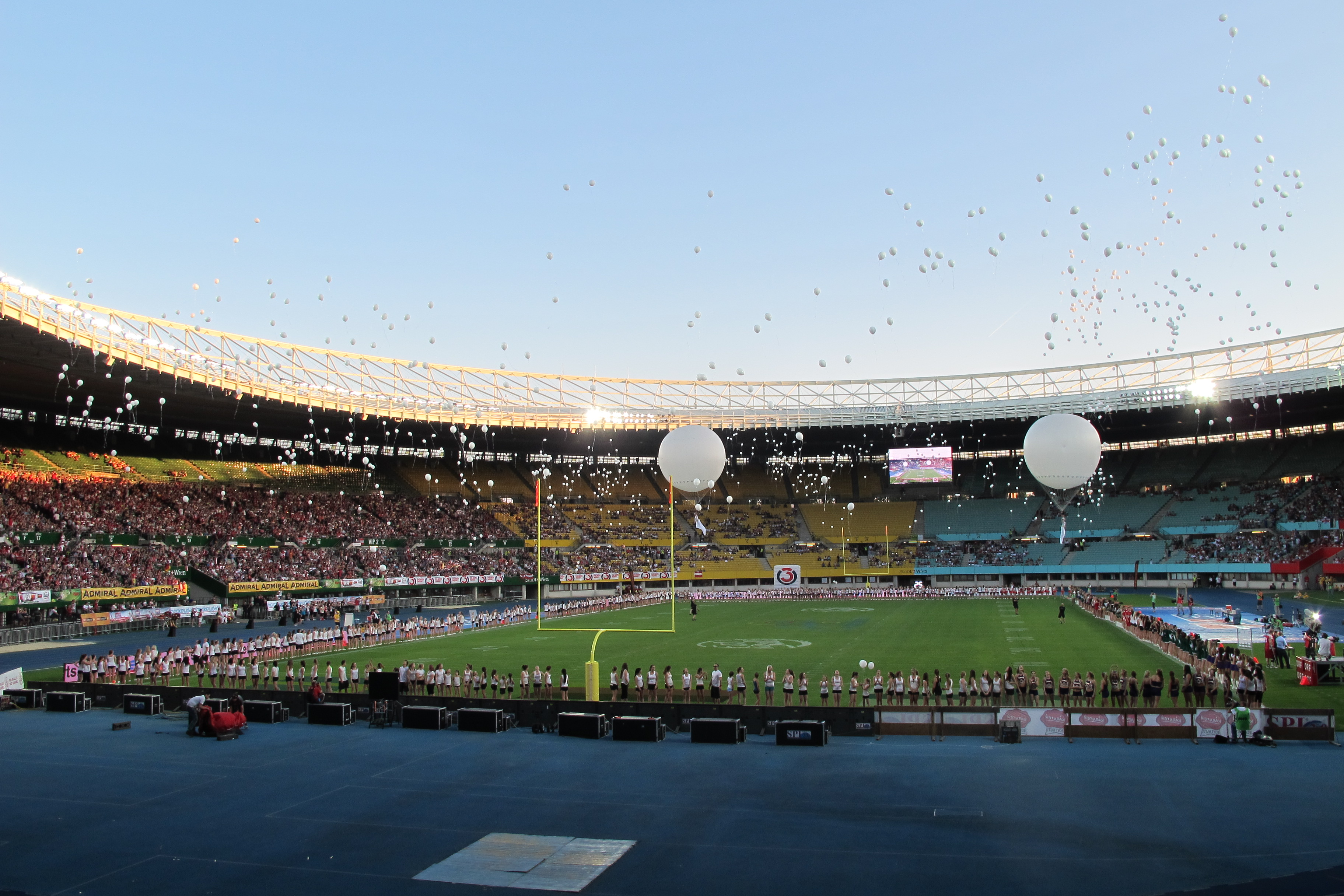
Halftime-Show
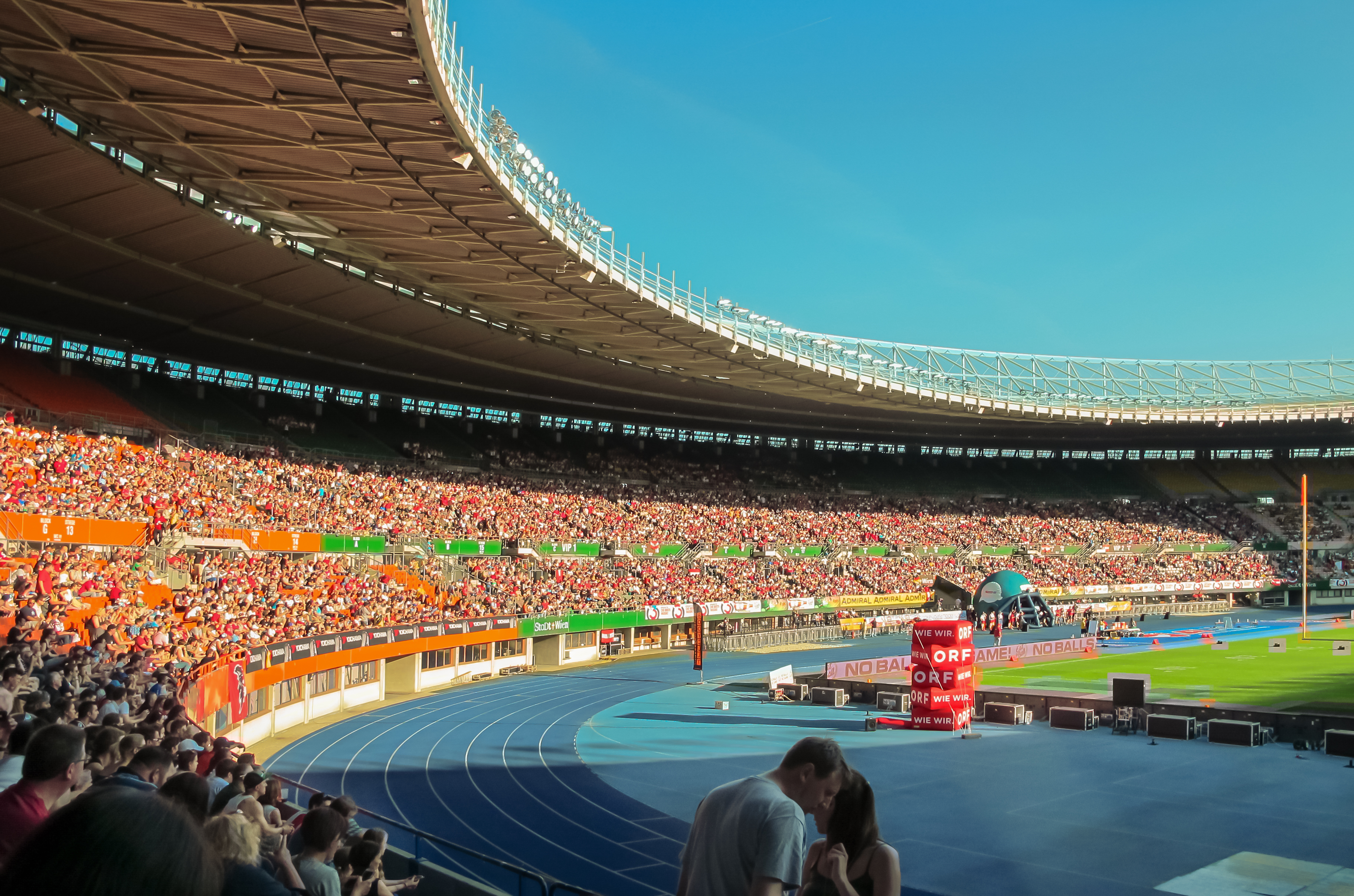
Zuschauerränge beim Finale

### Statistik

#### Erfolgreichste Scorer
| Pl. | Spieler          | Position | TD | FG | Saf. | 2PC | PAT | Punkte |
| --- | ---------------- | -------- | -- | -- | ---- | --- | --- | ------ |
| 1   | Danny Washington | RB       | 7  | -  | -    | -   | -   | 42     |
| 2   | Andreas Hofbauer | RB       | 5  | -  | -    | -   | -   | 30     |
| 2   | Stephen Yepmo    | RB       | 5  | -  | -    | -   | -   | 30     |
| 4   | Jan Hilgenfeldt  | WR/K     | -  | 4  | -    | -   | 15  | 27     |
| 5   | Boris Bede       | K        | -  | 2  | -    | -   | 13  | 19     |
| 6   | Laurinho Walch   | WR       | 3  | -  | -    | -   | -   | 18     |
| 6   | Guillaume Rioux  | WR       | 3  | -  | -    | -   | -   | 18     |
| 6   | Christoph Kappel | K        | -  | 2  | -    | -   | 12  | 18     |
| 9   | Akseli Olin      | K        | -  | 3  | -    | -   | 5   | 14     |

## Spielklasse B
Das Turnier der B-Mannschaften fand vom 31. August bis 7. September 2013 in Mailand statt und wurde vom italienischen Verband FIDAF ausgerichtet. Alle Partien wurden im Stadion Velodromo Maspes-Vigorelli ausgetragen.
Folgende Mannschaften nahmen am Turnier teil:
- Großbritannien (Absteiger Spielklasse A, 2010)
- Italien
- Spanien
- Dänemark
- Tschechien
- Serbien (Sieger Spielklasse C, 2012)

### Vorrunde

#### Gruppe A
| Datum        | Kickoff | Team 1         | Ergebnis                     | Team 2         |
| ------------ | ------- | -------------- | ---------------------------- | -------------- |
| 31. August   | 21:00   | Spanien        | 7:55 (0:14, 0:21, 0:7, 7:13) | Italien        |
| 2. September | 21:00   | Großbritannien | 58:6 (29:0, 22:6, 0:0, 7:0)  | Spanien        |
| 4. September | 21:00   | Italien        | 20:16 (3:0, 3:3, 0:6, 14:7)  | Großbritannien |

|    | Team           | Sp | Punkte | TD     | Diff. |
| -- | -------------- | -- | ------ | ------ | ----- |
| 1. | Italien        | 2  | 4:0    | 75:23  | +52   |
| 2. | Großbritannien | 2  | 2:2    | 74:26  | +48   |
| 3. | Spanien        | 2  | 0:4    | 13:113 | −100  |

#### Gruppe B
| Datum        | Kickoff | Team 1     | Ergebnis                     | Team 2     |
| ------------ | ------- | ---------- | ---------------------------- | ---------- |
| 31. August   | 16:30   | Dänemark   | 38:10 (8:7, 14:0, 16:0, 0:3) | Serbien    |
| 2. September | 16:30   | Serbien    | 9:13 (0:3, 3:0, 6:3, 0:7)    | Tschechien |
| 4. September | 16:30   | Tschechien | 0:34 (0:10, 0:7, 0:7, 0:10)  | Dänemark   |

|    | Team       | Sp | Punkte | TD    | Diff. |
| -- | ---------- | -- | ------ | ----- | ----- |
| 1. | Dänemark   | 2  | 4:0    | 72:10 | +62   |
| 2. | Tschechien | 2  | 2:2    | 13:43 | −30   |
| 3. | Serbien    | 2  | 0:4    | 19:51 | −32   |

### Platzierungsspiele

#### Spiel um Platz 5
| Datum        | Kickoff | Dritter A | Ergebnis                    | Dritter B |
| ------------ | ------- | --------- | --------------------------- | --------- |
| 7. September | 10:00   | Spanien   | 0:30 (0:7, 0:10, 0:13, 0:0) | Serbien   |

#### Spiel um Platz 3
| Datum        | Kickoff | Zweiter A      | Ergebnis                    | Zweiter B  |
| ------------ | ------- | -------------- | --------------------------- | ---------- |
| 7. September | 15:00   | Großbritannien | 24:13 (7:7, 14:3, 0:3, 3:0) | Tschechien |

#### Finale
| Datum        | Kickoff | Sieger A | Ergebnis                       | Sieger B |
| ------------ | ------- | -------- | ------------------------------ | -------- |
| 7. September | 20:00   | Italien  | 29:49 (7:14, 12:14, 7:7, 3:14) | Dänemark |

## Spielklasse C
Die C-Europameisterschaft wurde im August und September 2012 ausgespielt.
Als Teilnehmer für das Turnier der untersten Spielklasse waren folgende Mannschaften berechtigt:
- Russland (Absteiger Spielklasse B, 2010)
- Serbien
- Schweiz
- Niederlande
- Belarus

Nach einer Vorqualifikation, in der Belarus auf Russland traf, wurde das eigentliche Turnier in zwei Spieltagen entschieden. Die Halbfinals fanden am 14. September in St. Gallen (Schweiz) statt. Finale und Spiel um Platz 3 wurden zwei Tage darauf in Hohenems (Österreich) ausgetragen.

### Qualifikation
In einem Vorausscheidungsspiel trat zunächst Russland gegen Belarus an. Für das belarussische Team war es das erste Länderspiel überhaupt. Russland qualifizierte sich mit einem Sieg für das Halbfinale.
| Datum       | Team 1   | Ergebnis | Team 2  |
| ----------- | -------- | -------- | ------- |
| August 2012 | Russland | 46:0     | Belarus |

### Halbfinale
| Datum         | Kickoff | Team 1      | Ergebnis                                                     | Team 2   | Stadion                                   |
| ------------- | ------- | ----------- | ------------------------------------------------------------ | -------- | ----------------------------------------- |
| 14. September | 13:00   | Niederlande | 14:21 (0:0, 6:14, 8:7, 0:0) Bericht Statistik (PDF; 4,8 MB)  | Serbien  | Stadion Gründenmoos, St. Gallen (Schweiz) |
| 14. September | 17:00   | Schweiz     | 20:19 (7:0, 0:13, 13:0, 0:6) Bericht Statistik (PDF; 5,6 MB) | Russland | Stadion Gründenmoos, St. Gallen (Schweiz) |

### Spiel um Platz 3.
| Datum         | Kickoff | Team 1      | Ergebnis                                                    | Team 2   | Stadion                                   |
| ------------- | ------- | ----------- | ----------------------------------------------------------- | -------- | ----------------------------------------- |
| 16. September | 13:00   | Niederlande | 17:15 (0:3, 0:6, 10:0, 7:6) Bericht Statistik (PDF; 5,2 MB) | Russland | Stadion Herrenried, Hohenems (Österreich) |

### Finale
| Datum         | Kickoff | Team 1  | Ergebnis                                                    | Team 2  | Stadion                                   |
| ------------- | ------- | ------- | ----------------------------------------------------------- | ------- | ----------------------------------------- |
| 16. September | 17:00   | Serbien | 20:14 (13:0, 7:7, 0:0, 0:7) Bericht Statistik (PDF; 5,6 MB) | Schweiz | Stadion Herrenried, Hohenems (Österreich) |